# Viçosa do Ceará (ort)
Viçosa do Ceará är en ort i Brasilien.   Den ligger i kommunen Viçosa do Ceará och delstaten Ceará, i den östra delen av landet, 1 600 km nordost om huvudstaden Brasília. Viçosa do Ceará ligger 719 meter över havet och antalet invånare är 16 636.
Terrängen runt Viçosa do Ceará är kuperad norrut, men söderut är den platt. Det finns inga andra samhällen i närheten.
Omgivningarna runt Viçosa do Ceará är huvudsakligen savann. Runt Viçosa do Ceará är det ganska tätbefolkat, med 75 invånare per kvadratkilometer.